# Марек Шотола
Марек Шотола (чеськ. Marek Šotola; нар. 5 листопада 1999, Чеські Будейовиці) — чеський волейболіст, діагональний нападник, гравець клубу «Берлін Рециклінг Воллейс» і збірної Чехії.

## Життєпис
Народжений 5 листопада 1999 в Чеських Будейовицях. Тато — Мирослав Шотола (нар. 1961) — чеський волейбольний тренер і колишній гравець.
Грав у клубах «Їгострой» (Чеські Будійовиці, 2016–2020), «Пуатьє» (Stade Poitevin Volley-Beach, 2020–2021).
У півфіналі Золотої Євроліги 2022 у складі збірної Чехії долучився до перемоги в матчі з українцями, хоча чехи програвали 0:2 за партіями (сам Марек виходив у стартовому складі тільки у двох перших — програних — сетах, замінив його Патрік Індра), у вирішальному поєдинку здолали збірну Туреччини 3:1.

### Досягнення
У збірній
- чемпіон Європи U 18: 2017,
- переможець Золотої Євроліги 2022.

Клубні
- чемпіон Чехії 2017, 2019,
- чемпіон Німеччини 2022, 2023[8]

Особисті
- найкращий гравець Суперкубка Німеччини 2023[9]